# Mike Parisy
Mike Parisy (ur. 8 października 1984 roku w Pau) – francuski kierowca wyścigowy.

## Kariera
Parisy rozpoczął karierę w międzynarodowych wyścigach samochodowych w 2001 roku od gościnnych startów we Francuskiej Formule Renault. Z dorobkiem trzynastu punktów został sklasyfikowany na siedemnastej pozycji w końcowej klasyfikacji kierowców. W późniejszym okresie Francuz pojawiał się także w stawce French GT Championship, French Touring Cup Championship, Formuły France, French Supertouring Championship, Peugeot RC Cup, Mégane Trophy Eurocup, Francuskiego Pucharu Porsche Carrera, THP Spider Cup, Senegal Endurance Championship, FIA GT3 European Championship, NASCAR Whelen Euro Series, Blancpain Endurance Series, Legends Cars Cup France, 1er Grand Prix Electrique, City Challenge Baku, FIA GT1 World Championship, ADAC GT Masters, FIA GT Series, European Le Mans Series, 24-godzinnego wyścigu Le Mans oraz FIA World Endurance Championship.